# Heteropsephenoides horaki
Heteropsephenoides horaki là một loài bọ cánh cứng trong họ Psephenidae. Loài này được Jeng & Jäch miêu tả khoa học đầu tiên năm 2003.